# Amalteja (luna)
Amalteja (starogrško starogrško Ἀμάλθεια: Amálteia) je Jupitrov naravni satelit (luna). Spada v skupino notranjih Jupitrovih satelitov in je tretji po vrsti od  planeta in peti po vrsti po odkritju. Označujejo jo tudi kot Jupiter V. 
Odkril jo je  Edward Emerson Barnard  9. septembra leta 1892 z uporabo 910 mm refraktorja v Lickovem observatoriju. Bila je zadnja Jupitrova luna, ki so jo odkrili z neposrednim opazovanjem. Bila je tudi prva odkrita luna po  Galilejevem odkritju štirih lun (Io, Evropa, Ganimed in Kalisto) v letu 1610. Imenuje se po nimfi iz grške mitologije.

## Lastnosti
Po velikosti relativno majhna luna ima številne nenavadne lastnosti, ki so še vedno predmet različnih teorij. Amalteja je najbolj rdeče telo v sončnem sistemu, celo bolj je rdeča od Marsa. Rdeča barva je verjetno posledica žvepla, ki ima morda izvor v vulkanih na luni Io. Na površini so opazili tudi zelene pege, ki jih še ne znajo pojasniti.
Luna Amalteja je nepravilne oblike, daljša os je vedno obrnjena proti Jupitru. Njena površina je polna kraterjev, od katerih so nekateri veliki tudi v primerjavi s samo luno. Med njimi je največji krater z imenom  Pan, ki meri 100 km v premeru in je globok najmanj 8 km. Drugi krater Gea ima premer 80 km in je verjetno dvakrat tako globok kot Pan. Na luni sta tudi dva velika gorska vrhova (Mons Lyctas, Mons Ida), ki se dvigata tudi do 20 km visoko.
Gostota lune je samo 0,862 g/cm3 (po drugih virih pa 1,8 g/cm3), kar kaže na to, da je v veliki meri sestavljena iz ledu (to je bilo potrjeno tudi s pomočjo spektroskopskih raziskav iz Zemlje). To dokazuje, da luna ni nastala tam, kjer je sedaj. Jupiter bi jo s svojo toploto stopil, zato gre verjetno za ujeti asteroid.
Podobno kot vse notranje Jupitrove lune, kaže vedno isto stran proti planetu. Oddaja več toplote, kot je prejema od Jupitra. To je verjetno posledica induciranih električnih tokov zaradi gibanja v Jupitrovem  magnetnem polju.

## Tirnica
Amalteja obkroža Jupiter na povprečni razdalji okoli 181.000 km, njena tirnica ima izsrednost 0,003, naklon tira pa je 0,37 ° na ekvator Jupitra. Takšne vrednosti naklona tirnice in izsrednosti niso značilne za notranje Jupitrove lune. 
Amalteja kroži okoli Jupitra po zunanjem robu Gossamer-Amaltejinega obroča, ki ga sestavlja prah, ki ga je oddala luna.

## Povezava z obroči Jupitra
Amalteja ima močno nepravilno obliko in tudi majhno ubežno hitrost. Zaradi tega lahko prašni delci z lahkoto uidejo z njene površine. Ti prašni delci sestavljajo Gossamer-Amaltejin obroč, ki obdaja Jupiter. Sonda Galileo je opazila zelo kratke odseve v bližini tirnice Amalteje. To razlagajo kot manjše lunice, ki krožijo okoli Amalteje.

## Raziskovanje
V letih od 1979 do 1980 je sonda Voyager 1 naredila prve posnetke površine Amalteje.
Pozneje je sonda Galileo posnela celotno površino in s tem omogočila določiti notranjo strukturo oziroma sestavo lune. 
Lune Amalteje ne smemo zamenjevati z asteroidom 113 Amalteja.